# Премия «Эмми» за лучшую женскую роль в короткометражном комедийном или драматическом сериале
Прайм-тайм премия «Эмми» в категории «Лучшая актриса в короткометражном комедийном или драматическом сериале» ежегодно вручается Американской телевизионной академией одной из номинированных на неё актрис за выдающееся исполнение главной роли в короткометражном комедийном или драматическом сериале.
Впервые премия в данной категории была вручена 11 сентября 2016 года на 68-й креативной церемонии награждения премией «Эмми» актрисе Пэтрике Дарбо за роль в сериале «Играя мёртвых». Актриса Розамунд Пайк — последняя на данный момент обладательница премии; она получила её за роль Луиз в сериале «Семейный брак». Актриса Минди Стерлинг дважды номинировалась на премию как лучшая актриса в короткометражном комедийном или драматическом сериале; это рекордное количество номинаций в данной категории.

## Лауреаты и номинанты

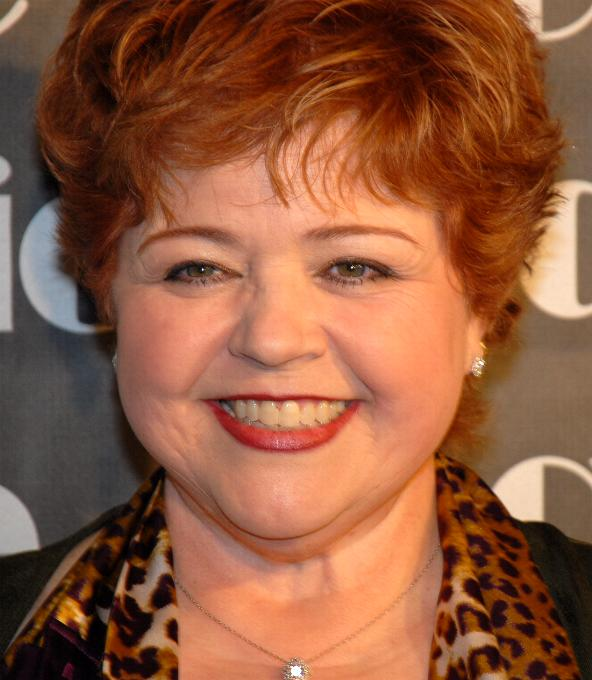
Пэтрика Дарбо выиграла награду в 2016 году за роль в сериале «Играя мёртвых».

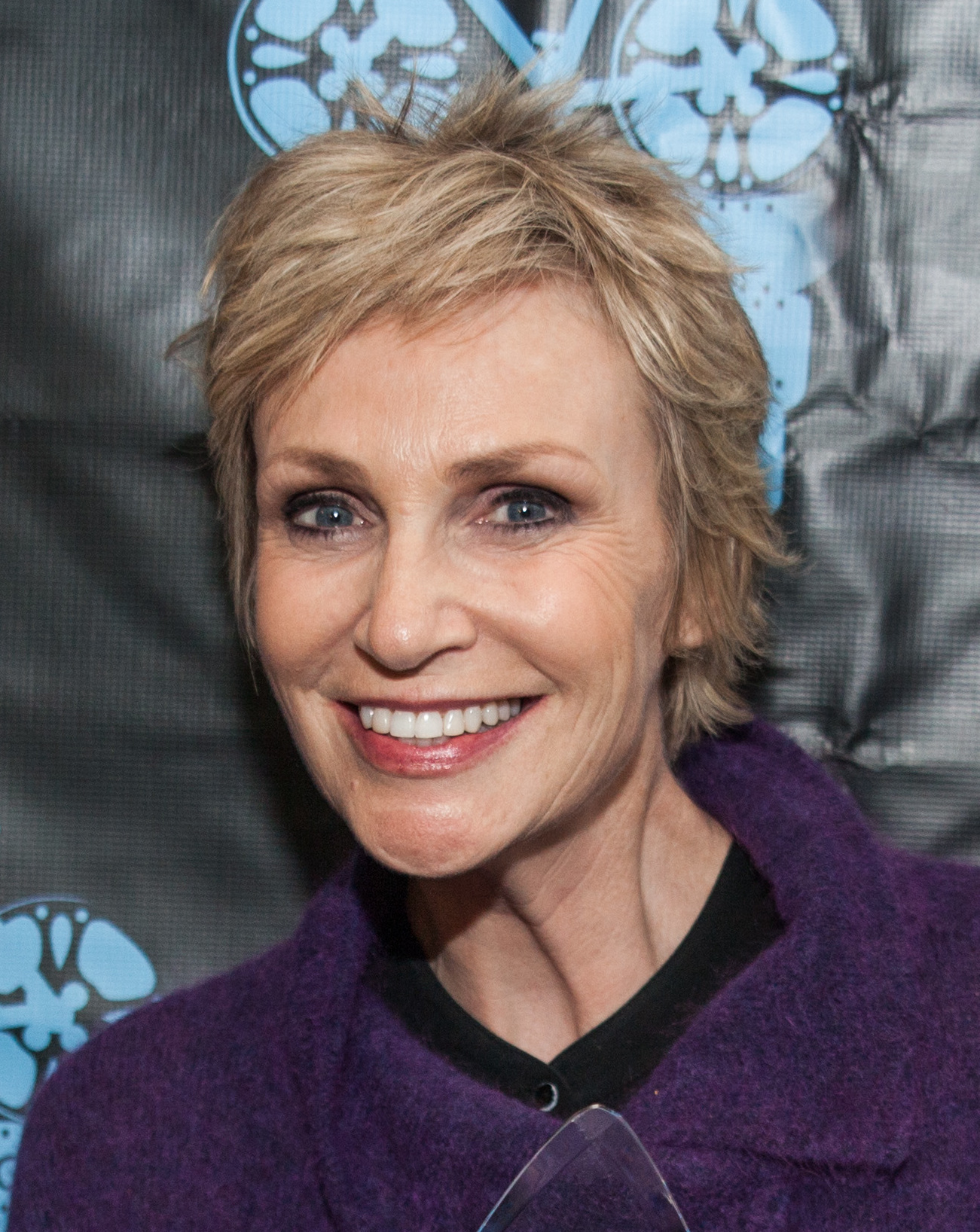
Джейн Линч выиграла награду в 2017 году за роль в сериале «Роняя мыло».

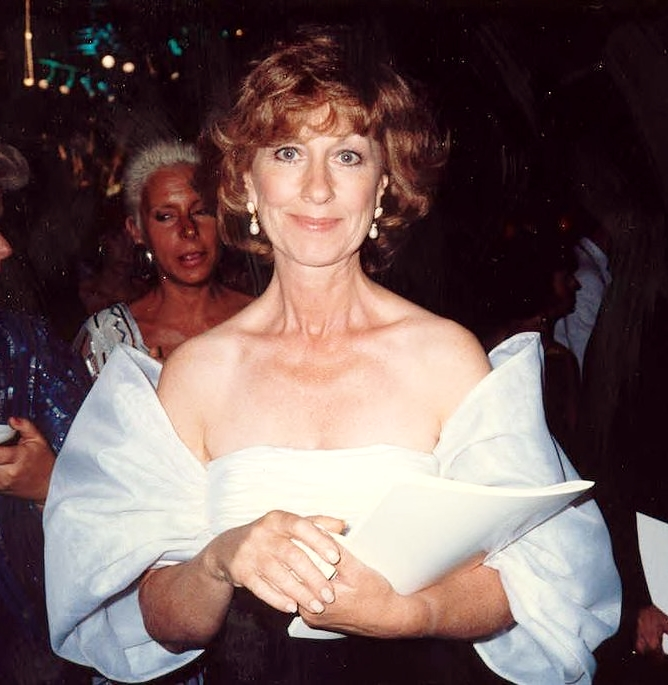
Кристина Пиклз выиграла награду в 2018 году за роль в сериале «Ни пуха ни бедра».

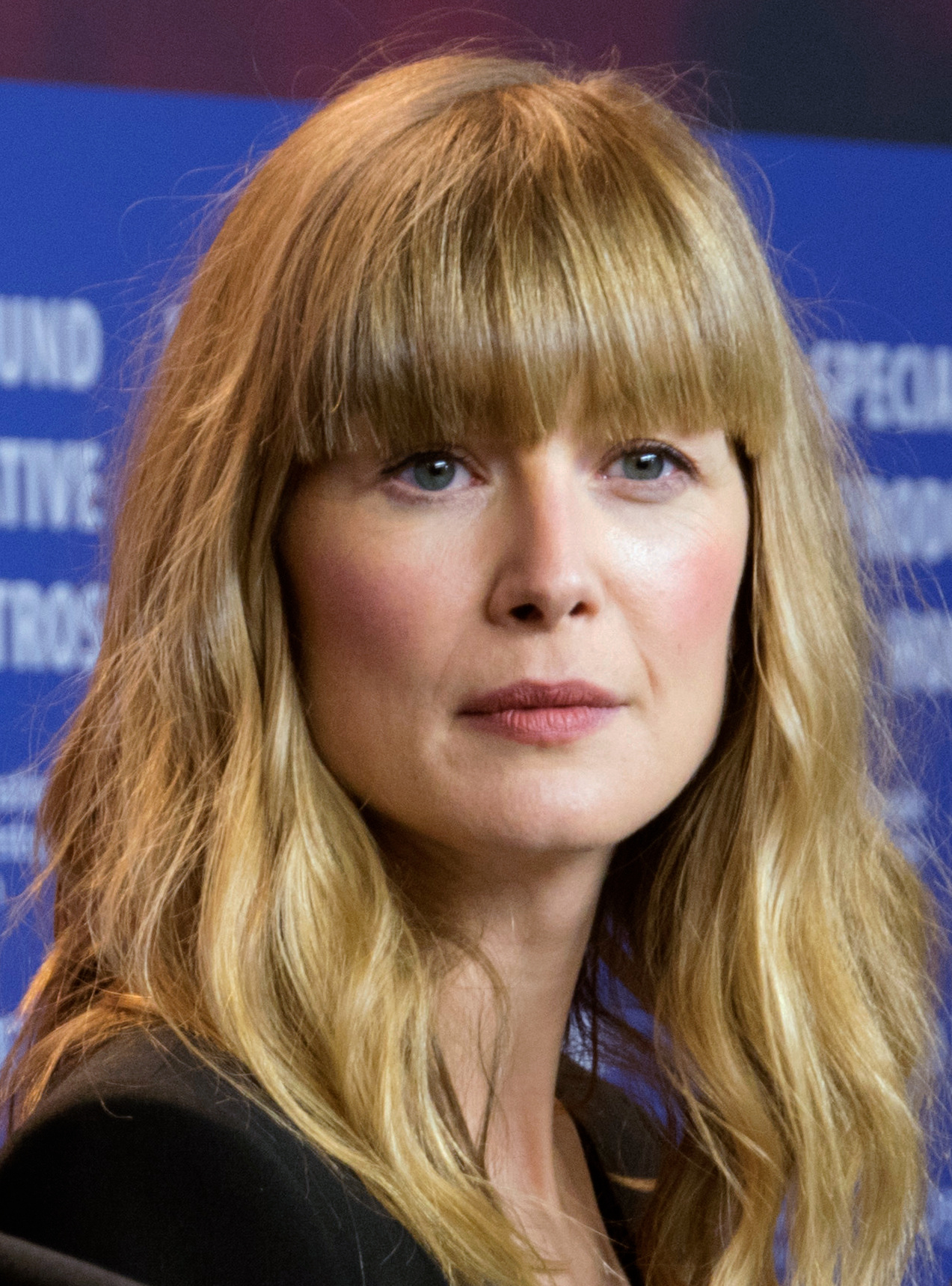
Розамунд Пайк выиграла награду в 2019 году за роль в сериале «Семейный брак».

В расположенных ниже таблицах находятся имена лауреатов и номинантов на премию «Эмми» в категории «Лучшая актриса в короткометражном комедийном или драматическом сериале».
| Знак | Значение           |
| ---- | ------------------ |
| ★    | Выигравшая актриса |

### 2010-е
| Год                        | Актриса                                 | Русское название сериала          | Оригинальное название сериала | Роль                  | Сеть  | Прим. |
| -------------------------- | --------------------------------------- | --------------------------------- | ----------------------------- | --------------------- | ----- | ----- |
| 2015—2016 (68-я церемония) |                                         |                                   |                               |                       |       |       |
| Пэтрика Дарбо ★            | «Играя мёртвых»                         | Acting Dead                       | Марго Маллен                  | ActingDead.com        | [ 1 ] |       |
| Мишель Энг                 | «Бойтесь ходячих мертвецов: Рейс 462»   | Fear the Walking Dead: Flight 462 | Алекс                         | AMC.com               | [ 1 ] |       |
| Эринн Хейс                 | «Дэцкая больница»                       | Childrens Hospital                | Лола Спрэтт                   | Adult Swim            | [ 1 ] |       |
| Трейси Томс                | «Отправь меня: Оригинальный веб-сериал» | Send Me: An Original Web Series   | Гвен                          | BET.com               | [ 1 ] |       |
| Джанет Варни               | «Безумны все, кроме нас»                | Everyone’s Crazy But Us           | Дени Сильверман               | Funny or Die          | [ 1 ] |       |
| 2016—2017 (69-я церемония) |                                         |                                   |                               |                       |       |       |
| Джейн Линч ★               | «Роняя мыло»                            | Dropping the Soap                 | Оливия Вэндерстин             | Amazon                | [ 2 ] |       |
| Лорен Лэпкус               | «Самое раннее шоу»                      | The Earliest Show                 | Саманта Ньюман                | Funny or Die          | [ 2 ] |       |
| Келси Скотт                | «Бойтесь ходячих мертвецов: Переход»    | Fear the Walking Dead: Passage    | Сиерра                        | AMC.com               | [ 2 ] |       |
| Минди Стерлинг             | «Конмэн»                                | Con Man                           | Бобби                         | Comic-Con HQ          | [ 2 ] |       |
| Минди Стерлинг             | «secs и EXECS»                          | secs & EXECS                      | Ширла                         | tellofilms.com        | [ 2 ] |       |
| 2017—2018 (70-я церемония) |                                         |                                   |                               |                       |       |       |
| Кристина Пиклз ★           | «Ни пуха ни бедра»                      | Break a Hip                       | Биз                           | Vimeo                 | [ 3 ] |       |
| Меган Эмрэм                | «Эмми для Меган»                        | An Emmy for Megan                 | Меган Эмрэм                   | anemmyformegan.com    | [ 3 ] |       |
| Ли Гарлингтон              | «Сломленный»                            | Broken                            | Дарлин                        | Vimeo                 | [ 3 ] |       |
| Наоми Гроссман             | «ctrl alt delete»                       | ctrl alt delete                   | Лорна                         | Facebook.com          | [ 3 ] |       |
| Диарра Килпатрик           | «Американская Коко»                     | American Koko                     | Акошуа Миллард                | abc.go.com            | [ 3 ] |       |
| Келли О’Хара               | «Волчица поневоле»                      | The Accidental Wolf               | Кэти Боннер                   | theaccidentalwolf.com | [ 3 ] |       |
| 2018—2019 (71-я церемония) |                                         |                                   |                               |                       |       |       |
| Розамунд Пайк ★            | «Семейный брак»                         | State of the Union                | Луиз                          | Sundance              | [ 4 ] |       |
| Илана Глейзер              | «Взлом в Брод Сити»                     | Hack Into Broad City              | Илана Уэкслер                 | Comedy Central        | [ 4 ] |       |
| Джессика Хект              | «Особенный»                             | Special                           | мама                          | Netflix               | [ 4 ] |       |
| Эбби Джейкобсон            | «Взлом в Брод Сити»                     | Hack Into Broad City              | Эбби Абрамс                   | Comedy Central        | [ 4 ] |       |
| Пунам Патель               | «Особенный»                             | Special                           | Ким Лагари                    | Netflix               | [ 4 ] |       |

### 2020-е
| Год                        | Актриса         | Русское название сериала | Оригинальное название сериала | Роль    | Сеть | Прим. |
| -------------------------- | --------------- | ------------------------ | ----------------------------- | ------- | ---- | ----- |
| 2019—2020 (72-я церемония) |                 |                          |                               |         |      |       |
| Жасмин Сефас Джонс ★       | «#FreeRayshawn» | #FreeRayshawn            | Тиша                          | Quibi   |      |       |
| Анна Кендрик               | «Пустышка»      | Dummy                    | Коди Хеллер                   | Quibi   |      |       |
| Керри Кенни-Силвер         | «Рино 911!»     | Reno 911!                | Deputy Trudy Wiegel           | Quibi   |      |       |
| Кейтлин Олсон              | «Flipped»       | Flipped                  | Крикет Мелфи                  | Quibi   |      |       |
| Рэйн Валдез                | «Razor Tongue»  | Razor Tongue             | Belle Jonas                   | YouTube |      |       |

## Статистика
| Актриса              | Годы номинации       |
| Двукратные номинанты | Двукратные номинанты |
| -------------------- | -------------------- |
| • Минди Стерлинг     | 2017 — дважды        |